# Municipio de Stockholm (Minnesota)
El municipio de Stockholm (en inglés: Stockholm Township) es un municipio ubicado en el condado de Wright en el estado estadounidense de Minnesota. En el año 2010 tenía una población de 959 habitantes y una densidad poblacional de 10,4 personas por km².

## Geografía
El municipio de Stockholm se encuentra ubicado en las coordenadas 45°1′29″N 94°11′25″O / 45.02472, -94.19028. Según la Oficina del Censo de los Estados Unidos, el municipio tiene una superficie total de 92.25 km², de la cual 90.04 km² corresponden a tierra firme y (2.4%) 2.21 km² es agua.

## Demografía
Según el censo de 2010, había 959 personas residiendo en el municipio de Stockholm. La densidad de población era de 10,4 hab./km². De los 959 habitantes, el municipio de Stockholm estaba compuesto por el 96.45% blancos, el 0.73% eran afroamericanos, el 0.31% eran amerindios, el 0.94% eran asiáticos, el 0.21% eran isleños del Pacífico, el 0.83% eran de otras razas y el 0.52% pertenecían a dos o más razas. Del total de la población el 0.52% eran hispanos o latinos de cualquier raza.